# Argyrolepidia unimacula
Argyrolepidia unimacula är en fjärilsart som beskrevs av Oswald Beltram Lower 1903. Argyrolepidia unimacula ingår i släktet Argyrolepidia och familjen nattflyn. Inga underarter finns listade i Catalogue of Life.